# Operahuset i Oslo
Operahuset i Oslo er Norges nationale operascene, der anvendes af Den Norske Opera & Ballett.
Operahuset er placeret i bydelen Bjørvika  i Oslo centrum. Det er opført af det offentligt ejede Statsbygg og tegnet af arkitektfirmaet Snøhetta, der vandt en international arkitektkonkurrence. Bygningen er 38.500 m² stor og har kostet 3,9 mia. norske kroner at opføre. Hovedscenen er 16 meter bred og kan gøres op til 40 meter dyb.
Ideen om et operahus i Oslo blev første gang lanceret i 1917, hvor skibsrederen Christian Hannevig tilbød at finansiere projektet. Det blev ikke til noget, da han gik personligt konkurs. Nye forsøg på at bygge en opera blev gjort både i 1920'erne og i 1946. Den Norske Opera flyttede scene fra Nationaltheatret til Folketeatret i 1959. I 1989 påbegyndte Den Norske Opera et udredningsarbejde om mulighederne for at opføre et operahus i Oslo. Efterfølgende fulgte en lang og omstridt offentlig debat om, hvorvidt det var fornuftigt at bygge operahuset. Der blev stillet spørgsmålstegn ved prisen, behovet og bygningens arkitektoniske fremtoning – en debat, der i øvrigt er fortsat efter byggeriets blev påbegyndt og sågar efter, at operahuset er åbnet. I løbet af de 40 første år ville udgifterne til den nye bygning blive i hvert fald 17 milliarder kroner højere, end hvis operaen var fortsat som før i Folketeateret ved Youngstorvet. Stortinget besluttede i 1999, at operaen skulle placeres i Bjørvika og ikke på den nedlagte Vestbanen, som ellers tidligere havde været på tale.
Åbningsforestillingen blev holdt den 12. april 2008 og blev sendt direkte på den statslige tv-kanal NRK1. Blandt gæsterne til åbningen var det norske kongepar, kong Harald og dronning Sonja, Tysklands forbundskansler Angela Merkel og Norges statsminister Jens Stoltenberg.

## Galleri
- Operahuset under opførelse. Set fra søsiden, 2005.
- Operahuset under opførelse, juni 2005.
- Operahuset under opførelse, efteråret 2006
- Operahuset set fra Ekeberg, stadig under opførelse, februar 2007.
- Operahuset om natten
- Hovedscenen i Operahuset i Oslo